# Ulrich von Hehl

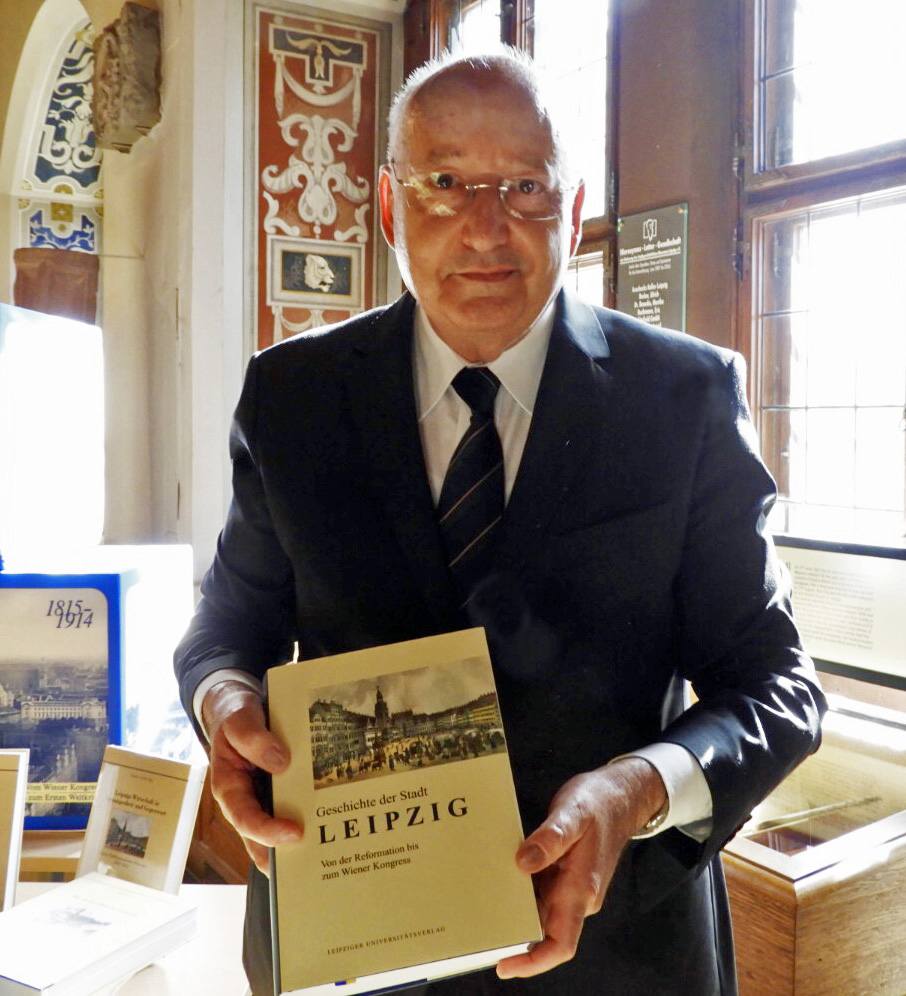
Ulrich von Hehl mit einem Band der Geschichte der Stadt Leipzig im Festsaal des alten Rathauses in Leipzig (2019)

Ulrich von Hehl (* 19. Oktober 1947 in Viersen) ist ein deutscher Historiker und Hochschullehrer.

## Leben
Ulrich von Hehl ist römisch-katholisch und besuchte von 1958 bis 1959  das Städtische Gymnasium Viersen, von 1959 bis zum Abitur 1966 das Gymnasium am Moltkeplatz in Krefeld. Nach dem Bundeswehrdienst studierte er von 1969 bis 1974 an der Rheinischen Friedrich-Wilhelms-Universität Bonn Geschichte und Germanistik, die Promotion erfolgte 1977 bei Konrad Repgen. Von 1977 bis 1992 war er Geschäftsführer der Kommission für Zeitgeschichte in Bonn, bei der er bereits seit 1977 als wissenschaftlicher Mitarbeiter tätig gewesen war. 1987 habilitierte sich von Hehl in Mittelalterlicher und Neuerer Geschichte. Von 1989 bis 1990 war er Lehrstuhlvertreter an der Universität Augsburg. 1992 folgte die Berufung auf eine Professur an die Universität Leipzig. Dort hatte von Hehl den Lehrstuhl für Neuere und Neueste Geschichte an der Universität Leipzig inne. Er wurde im Frühjahr 2013 emeritiert.
Seine wissenschaftlichen Schwerpunkte liegen in der Erforschung des deutschen Katholizismus, der Weimarer Republik, des Nationalsozialismus sowie der Universitäts- und Wissenschaftsgeschichte. Er gehört unter anderem dem Wissenschaftlichen Beirat des Hauses der Geschichte in Bonn und der Kommission für Zeitgeschichte an. Zudem ist er stellvertretender Vorsitzender des Kuratoriums der Horst-Springer-Stiftung für Neuere und Neueste Geschichte Sachsens.
2019 wurde der vierte und letzte Band der Geschichte der Stadt Leipzig fertiggestellt, dessen Herausgeber von Hehl ist. Er behandelt die Zeit von 1914 bis zur Gegenwart.

## Schriften (Auswahl)
- Katholische Kirche und Nationalsozialismus im Erzbistum Köln. 1933–1945 (= Veröffentlichungen der Kommission für Zeitgeschichte. Reihe B: Forschungen. Bd. 23). Matthias-Grünewald-Verlag, Mainz 1977, ISBN 3-7867-0662-X (Zugleich: Bonn, Universität, Dissertation, 1977).
- als Bearbeiter: Walter Adolph: Geheime Aufzeichnungen aus dem nationalsozialistischen Kirchenkampf. 1935–1943 (= Veröffentlichungen der Kommission für Zeitgeschichte. Reihe A: Quellen. Bd. 28). Matthias-Grünewald-Verlag, Mainz 1979, ISBN 3-7867-0783-9 (4. Auflage. ebenda 1987).
- als Herausgeber mit Heinz Hürten: Der Katholizismus in der Bundesrepublik Deutschland 1945–1980. Eine Bibliographie (= Veröffentlichungen der Kommission für Zeitgeschichte. Reihe B: Forschungen. Bd. 40). Matthias-Grünewald-Verlag, Mainz 1983, ISBN 3-7867-1054-6.
- als Bearbeiter: Priester unter Hitlers Terror. Eine biographische und statistische Erhebung (= Veröffentlichungen der Kommission für Zeitgeschichte. Reihe A: Quellen. Bd. 37). Matthias-Grünewald-Verlag, Mainz 1984, ISBN 3-7867-1152-6 (mit Kösters Christoph. 4., durchgesehene und ergänzte Auflage. 2 Bände. Schöningh, Paderborn u. a. 1998, ISBN 3-506-79839-1).
- mit Manfred Schaefer: Meckenheim wie es war. Meinerzhagener Druck- und Verlagshaus, Meinerzhagen 1985, ISBN 3-88913-092-5 (Text-/Bildband).
- Wilhelm Marx 1863–1946. Eine politische Biographie (= Veröffentlichungen der Kommission für Zeitgeschichte. Reihe B: Forschungen. Bd. 47). Matthias-Grünewald-Verlag, Mainz 1987, ISBN 3-7867-1323-5 (Zugleich: Bonn, Universität, Habilitations-Schrift, 1986/1987).
- als Herausgeber mit Konrad Repgen: Der deutsche Katholizismus in der zeitgeschichtlichen Forschung. Matthias-Grünewald-Verlag, Mainz 1988, ISBN 3-7867-1393-6.
- als Herausgeber mit Hans Günter Hockerts: Der Katholizismus – gesamtdeutsche Klammer in den Jahrzehnten der Teilung? Erinnerungen und Berichte. Schöningh, Paderborn u. a. 1996, ISBN 3-506-73757-0.
- Nationalsozialistische Herrschaft (= Enzyklopädie deutscher Geschichte. Bd. 39). 2. Auflage. Oldenbourg, München 2001, ISBN 3-486-56580-X.
- als Herausgeber mit Hans Günter Hockerts, Horst Möller, Martin Schumacher, Hans-Peter Schwarz: Rudolf Morsey: Von Windthorst bis Adenauer. Ausgewählte Aufsätze zu Politik, Verwaltung und politischem Katholizismus im 19. und 20. Jahrhundert (= Rechts- und staatswissenschaftliche Veröffentlichungen der Görres-Gesellschaft. NF Bd. 80). Schöningh, Paderborn u. a. 1997, ISBN 3-506-73381-8.
- als Herausgeber: Adenauer und die Kirchen (= Rhöndorfer Gespräche. Bd. 17). Bouvier, Bonn 1999, ISBN 3-416-02875-9.
- als Herausgeber mit Friedrich Kronenberg: Zeitzeichen. 150 Jahre Deutsche Katholikentage 1848–1998. Schöningh, Paderborn u. a. 1999, ISBN 3-506-74009-1.
- als Herausgeber: Peter Reichensperger. (1810–1892) (= Beiträge zur Katholizismusforschung. Reihe A: Quellentexte zur Geschichte des Katholizismus. Bd. 17). Schöningh, Paderborn u. a. 2000, ISBN 3-506-70877-5.
- Bismarcks langer Schatten? Das Amt des Reichskanzlers und seine Inhaber in der Weimarer Republik (= Friedrichsruher Beiträge. Bd. 23). Otto-von-Bismarck-Stiftung, Friedrichsruh 2004, ISBN 3-933418-22-4.
- In den Umbrüchen des 20. Jahrhunderts. Die Universität Leipzig vom Vorabend des Ersten Weltkrieges bis zum Ende des Zweiten Weltkrieges 1909–1945. In: Geschichte der Universität Leipzig 1409–2009. Band 3: Das zwanzigste Jahrhundert 1909–2009. Leipziger Universitäts-Verlag, Leipzig 2010, ISBN 978-3-86583-303-7, S. 17–329.
- mit Michael Epkenhans als Herausgeber: Otto von Bismarck und die Wirtschaft. Schöningh, Paderborn 2013, ISBN 978-3-506-77714-0.
- als Herausgeber: Stadt und Krieg. Leipzig in militärischen Konflikten vom Mittelalter bis ins 20. Jahrhundert. Universitätsverlag, Leipzig 2014, ISBN 978-3-86583-902-2.
- als Herausgeber: Geschichte der Stadt Leipzig, Band 4, Universitätsverlag, Leipzig 2019, ISBN 978-3-86583-804-9.

## Auszeichnungen
- 1991: Akademiepreis der Nordrhein-Westfälischen Akademie der Wissenschaften.